# داستان هلن مورگن
داستان هلن مورگن (انگلیسی: The Helen Morgan Story) فیلمی در ژانر زندگی‌نامه‌ای و موزیکال به کارگردانی مایکل کورتیز است که در سال ۱۹۵۷ منتشر شد.

## بازیگران
- آن بلایت
- پل نیومن
- ریچارد کارلسن
- جین اونس
- آلن کینگ
- کارا ویلیامز
- دوروتی گرین
- رودی واله
- والتر وینچل